# الکساندر نیکلایویچ بولدروف
الکساندر نیکلایویچ بولدروف (۲۹ مه ۱۹۰۹، سن پترزبورگ - ۴ ژوئن ۱۹۹۳، سن پترزبورگ) ایران‌شناس و شرق‌شناس اهل اتحاد جماهیر شوروی و روسیه بود.